# Episodi di The Magicians (quarta stagione)
La quarta stagione della serie televisiva The Magicians, composta 13 episodi, è trasmessa negli Stati Uniti dalla rete via cavo Syfy dal 23 gennaio 2019 al 17 aprile 2019.
In Italia, la stagione è stata resa disponibile il 18 giugno 2019 dal servizio on demand TIMvision.
| nº | Titolo originale                | Titolo italiano                     | Prima TV USA     | Prima TV Italia |
| -- | ------------------------------- | ----------------------------------- | ---------------- | --------------- |
| 1  | A Flock of Lost Birds           | Uno stormo di uccelli smarriti      | 23 gennaio 2019  | 18 giugno 2019  |
| 2  | Lost, Found, Fucked             | Perso, trovato, fottuto             | 30 gennaio 2019  | 18 giugno 2019  |
| 3  | The Bad News Bear               | L'orso del malaugurio               | 6 febbraio 2019  | 18 giugno 2019  |
| 4  | Marry, Fuck, Kill               | Sposa, fotti, uccidi                | 13 febbraio 2019 | 18 giugno 2019  |
| 5  | Escape from the Happy Place     | Fuga dall'isola felice              | 20 febbraio 2019 | 18 giugno 2019  |
| 6  | A Timeline and Place            | Una linea temporale e un luogo      | 27 febbraio 2019 | 18 giugno 2019  |
| 7  | The Side Effect                 | L'effetto collaterale               | 6 marzo 2019     | 18 giugno 2019  |
| 8  | Home Improvement                | Ristrutturazione                    | 13 marzo 2019    | 18 giugno 2019  |
| 9  | The Serpent                     | Il serpente                         | 20 marzo 2019    | 18 giugno 2019  |
| 10 | All That Hard, Glossy Armor     | Tutta quella dura, lucente armatura | 27 marzo 2019    | 18 giugno 2019  |
| 11 | The 4-1-1                       | Il 4-1-1                            | 3 aprile 2019    | 18 giugno 2019  |
| 12 | The Secret Sea                  | Il mare segreto                     | 10 aprile 2019   | 18 giugno 2019  |
| 13 | No Better to Be Safe Than Sorry | Non è meglio prevenire che curare   | 17 aprile 2019   | 18 giugno 2019  |

## Uno stormo di uccelli smarriti
- Titolo originale: A Flock of Lost Birds
- Diretto da: Chris Fisher
- Scritto da: Sera Gamble

### Trama
Le loro vite sono messe a dura prova poiché nessuno ha memoria di quello che erano e vivono vite letteralmente diverse con volti diversi. Quentin-Brian se la deve rivedere con Eliot il mostro. Alice e Babbo Natale fanno di tutto per uscire dalla prigione della biblioteca. Infine è proprio "Janet" che finisce su Fillory a causa di un Dio con le corna che tutti conosciamo benissimo.